# Chaînon Hozameen
Le chaînon Hozameen (en anglais : Hozameen Range au Canada ou Hozomeen Range aux États-Unis) est une subdivision des North Cascades, la partie septentrionale de la chaîne des Cascades.

## Géographie

### Situation
Le chaînon Hozameen se situe dans le Sud-Ouest de la Colombie-Britannique et le Nord-Ouest de l'État de Washington. Il est bordé par le fleuve Skagit à l'ouest, la Coquihalla au nord, la Tulameen et la Pasayten à l'est.

### Subdivisions
Le chaînon Hozameen est subdivisé en plusieurs sous-massifs :
- Chaînon Bedded
- Arête Manson
- Chaînon Hozameen central
- Chaînon Hozameen méridional

### Principaux sommets
Les principaux sommets du chaînon sont les suivants :
| Sommet            | Altitude (en mètres) | Massif                      |
| ----------------- | -------------------- | --------------------------- |
| Jack Mountain     | 2 763                | Chaînon Hozameen méridional |
| Castle Peak       | 2 532                | Chaînon Hozameen méridional |
| Crater Mountain   | 2 477                | Chaînon Hozameen méridional |
| Mont Outram       | 2 461                | Arête Manson                |
| Hozomeen Mountain | 2 459                | Chaînon Hozameen méridional |
| Frosty Mountain   | 2 426                | Chaînon Hozameen méridional |
| Three Fools Peak  | 2 414                | Chaînon Hozameen méridional |
| Mont Winthrop     | 2 393                | Chaînon Hozameen méridional |
| Shull Mountain    | 2 387                | Chaînon Hozameen méridional |
| Soda Peak         | 2 366                | Chaînon Hozameen méridional |